# Cathédrale de Västerås
La cathédrale de Västerås (Västerås domkyrka en suédois) est la cathédrale de la ville de Västerås dans le comté de Västmanland en Suède. 

## Historique
La cathédrale fut construite au XIIIe siècle, mais des agrandissements et modifications successives en ont changé l'aspect d'origine.
La tour surmontée d'une flèche a été construite par l'architecte suédois Nicodème Tessin le Jeune.
La cathédrale renferme trois retables flamands dont un dans la chapelle des baptêmes (exécuté à Anvers au début du XVIe siècle), et un dans la chapelle des Apôtres (œuvre de Jan Borreman de Bruxelles datant des environs de 1500).

## Nécropole
La cathédrale de Västerås est une des nécropoles royales de Suède puisqu'elle abrite le tombeau en marbre noir de Carrare, posé sur un socle de grès rouge d'Öland, du roi Éric XIV de Suède (1533 † 1577) qui a régné sur le royaume de Suède de 1560 à 1568. Le tombeau se situe sur le côté sud du déambulatoire.
À côté de ce tombeau royal, on peut citer également le mausolée des comtes Brahe qui est en marbre noir et blanc, orné de plusieurs figures en albâtre.

## Galerie d'images

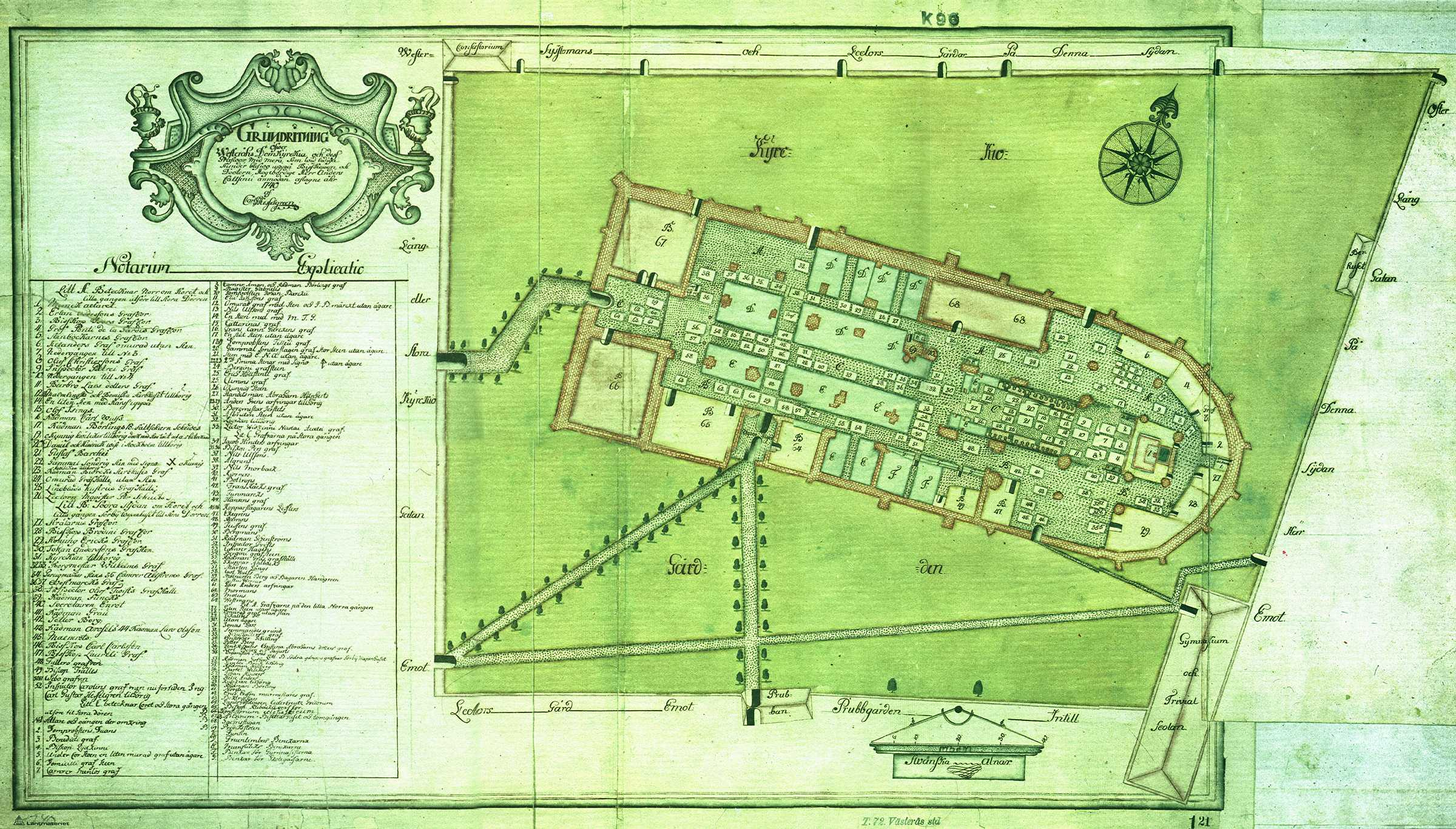
Plan de 1740 de la cathédrale de Västerås
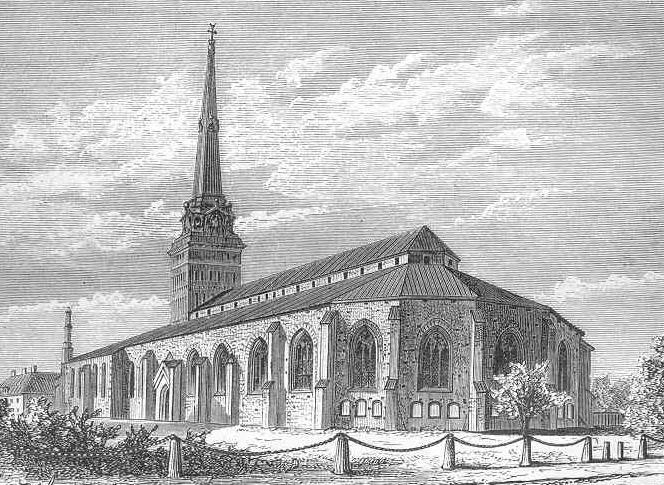
Gravure de la cathédrale de 1880 (vue du sud-est)
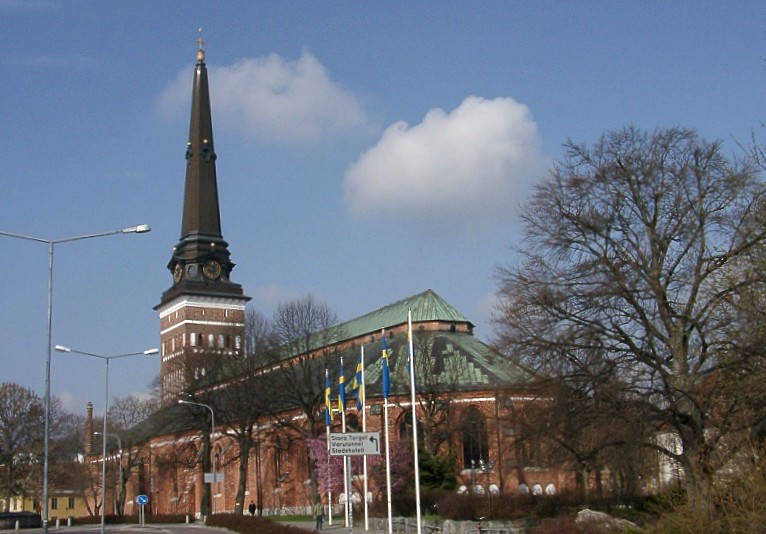
Photo extérieure au 1er mai 2005 (vue du sud-est)
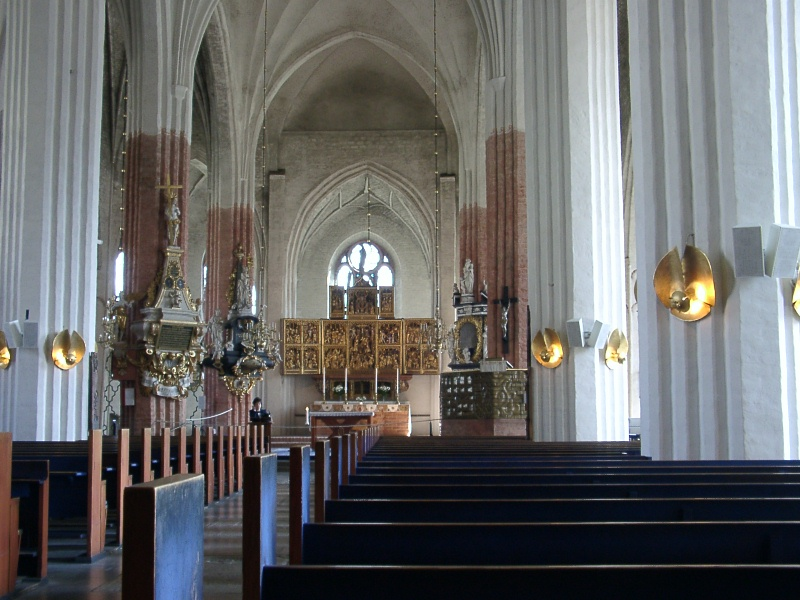
Vue de la nef